# Newt Gingrich

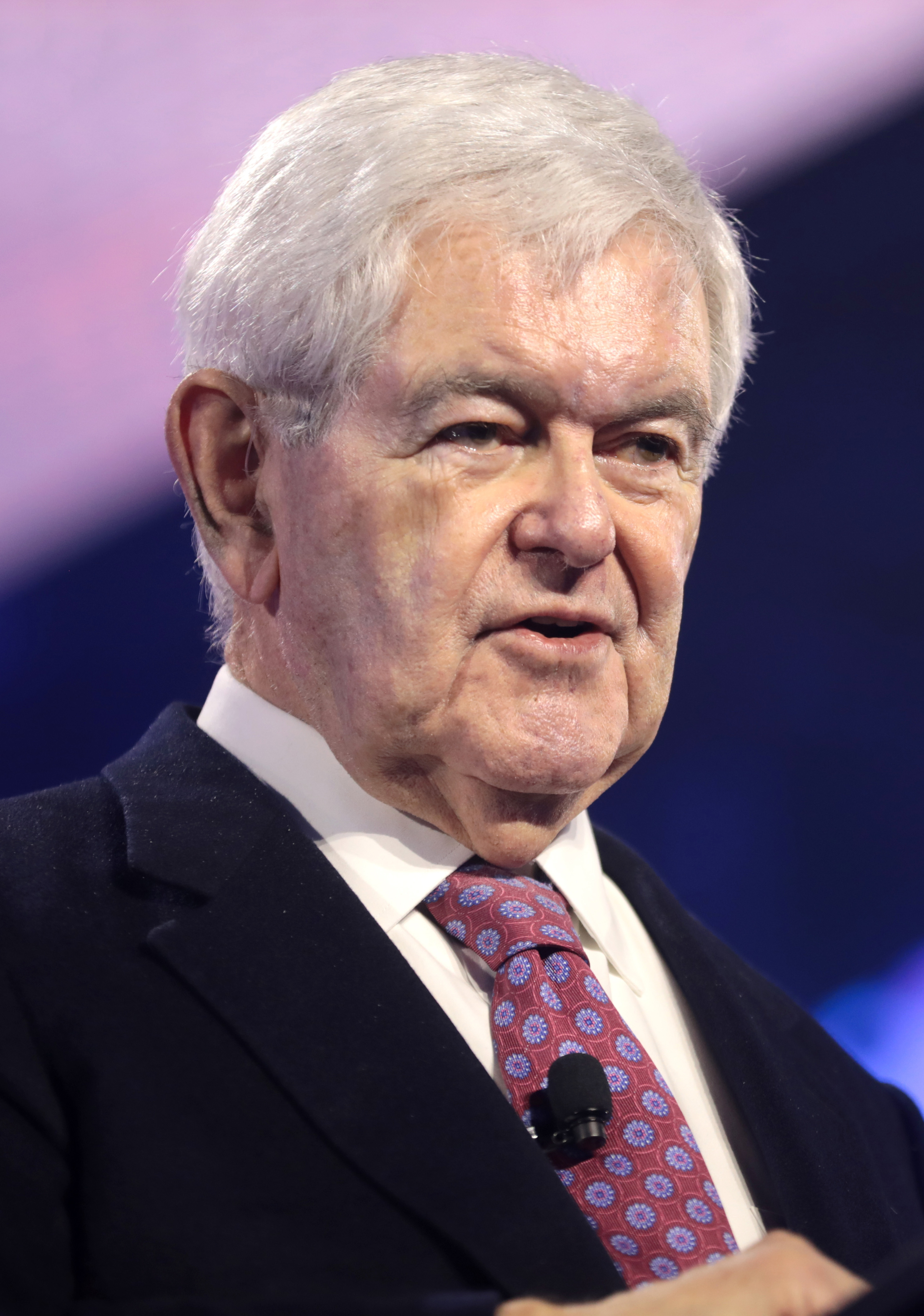
Newt Gingrich (2022)

Newton Leroy „Newt“ Gingrich [nuːt_ɡɪŋɡrɪtʃ] (* 17. Juni 1943 in Harrisburg, Pennsylvania, als Newton Leroy McPherson) ist ein US-amerikanischer Politiker der Republikanischen Partei. Von 1979 bis 1999 war er für seine Partei Kongressabgeordneter des Bundesstaates Georgia und von 1995 bis 1999 Sprecher des Repräsentantenhauses. Danach nutzte er seinen Einfluss auf politische Entscheidungsträger in Washington zur politischen Einflussnahme auf den Reglementierungsprozess im Interesse von Unternehmen, wie z. B. Freddie Mac.
Gingrich veröffentlichte als Autor bzw. Co-Autor bisher 23 Bücher, von welchen 13 zeitweise in der Bestsellerliste der New York Times vertreten waren.
Gingrich nahm an den Vorwahlen zur US-Präsidentschaftswahl 2012 teil, gab aber im Mai 2012 nach einer Reihe von Niederlagen seine Bemühungen auf und unterstützte danach offiziell Mitt Romney.

## Leben

### Jugend und Ausbildung
Newt Gingrich ist der Sohn von Newton Searles McPherson und Kathleen Daugherty. Seine Eltern heirateten im September 1942, als McPherson 19 und Daugherty 16 Jahre alt waren. Die Ehe endete bereits am dritten Tag nach der Hochzeit, nachdem McPherson seine junge Frau geschlagen hatte; Daugherty war zu diesem Zeitpunkt bereits schwanger. Newt Gingrich kam am 17. Juni 1943 zur Welt. Bis sie drei Jahre später Robert Gingrich heiratete, zog seine Mutter ihren Sohn zunächst alleine auf. Robert Gingrich adoptierte seinen Stiefsohn später und gab seinen Namen an ihn weiter. Sein leiblicher Vater willigte in die Adoption ein, weil er danach keinen Unterhalt mehr zahlen musste.
Während seiner Präsidentschaftskandidatur 2012 behauptete Gingrich zwar, dass er eine idyllische Kindheit gehabt habe. Tatsächlich wuchs er während Teilen seiner Kindheit jedoch unter vergleichsweise ärmlichen Bedingungen in einer Wohnung oberhalb einer Tankstelle in der kleinen Stadt Hummelstown in Pennsylvania auf. Der Umgangston in der Familie war rau. Sein Stiefvater, ein Armeeoffizier, war tyrannisch streng, seine Mutter manisch-depressiv. Gingrich wuchs ohne Geschwister auf. Erst 1966, als er in New Orleans studierte, bekam das Ehepaar ein weiteres Kind. Seine Halbschwester Candace ist heute eine Aktivistin der US-amerikanischen Lesben- und Schwulenbewegung.
Als Kind einer Militärfamilie zog Gingrich oftmals um und besuchte Schulen verschiedener Militäreinrichtungen. Eine dieser Einrichtungen war die Pattonville High School, einer zivilen Siedlung für das US-Militär und deren Angehörige, welche auf dem Gelände der Gemarkung Remseck-Aldingen(Baden-Württemberg) lag. Während des Wahlkampfs zwischen Richard Nixon und John F. Kennedy im Jahre 1960 arbeitete er in einem Kampagnenteam für Nixon mit. Nach seinem Schulabschluss an der Baker High School in Columbus, Georgia, 1961 besuchte Gingrich die Emory University in Atlanta, von der er 1965 einen B.A. erhielt. Bereits während seiner Highschool-Zeit ging er heimlich mit seiner Geometrielehrerin Jackie Battley aus, beide heirateten 1962. Gingrich war zu diesem Zeitpunkt 19 und Battley 26 Jahre alt. Als verheirateter Mann wurde Gingrich nicht eingezogen, um Militärdienst in Vietnam zu leisten. Sein Studium an der Tulane University in New Orleans schloss er 1968 mit einem Mastertitel und 1971 mit einem Ph.D. in Neuerer europäischer Geschichte ab (Belgian Education Policy in the Congo: 1945–1960). Den Lebensunterhalt des Paares verdiente in dieser Zeit Battley.

### Beruflicher Werdegang

#### Wissenschaft
Von 1970 bis 1978 unterrichtete Gingrich Geschichte an der University of West Georgia in Carrollton. 1993 erteilte er einen Kurs über die „Erneuerung der amerikanischen Zivilisation“ an der Kennesaw State University.

#### Öffentliche Ämter
1974 und 1976 kandidierte Gingrich erfolglos um das Mandat im US-Repräsentantenhaus für den sechsten Wahlbezirk von Georgia, der sich von den südlichen Vororten von Atlanta bis zur Grenze mit Alabama erstreckte. Beide Male verlor er gegen den Amtsinhaber, den Demokraten John James Flynt. 1978 ließ sich Flynt nicht mehr als Kandidat aufstellen, und Gingrich gewann die Wahl gegen die demokratische Staatssenatorin Virginia Shapard, eine Befürworterin einer Verfassungsänderung für geschlechtliche Gleichberechtigung, welche in diesem konservativen Wahlbezirk keine Unterstützung fand. Gingrich wurde sechs Mal in seinem Wahlbezirk wiedergewählt. Gingrich galt als Vertreter des neuen Südens. Er vertrat keine extremen religiösen Ansichten und schien liberal in Rassenfragen. Gingrich wurde erstmals Mitglied des Repräsentantenhauses, als Fernsehsender begannen, die Diskussionen live zu übertragen. Gingrich, zu diesem Zeitpunkt ein unbedeutender Hinterbänkler, wusste diese Möglichkeiten für sich zu nutzen. Er hielt am Ende der Diskussionen im Repräsentantenhaus Reden, die in den Medien zunehmendes Interesse fanden. Der Journalist George Packer argumentiert, dass Gingrich früher als andere Politiker verstand, dass Wähler sich zunehmend weniger ihren lokalen politischen Vertretern verpflichtet fühlten, sondern ihre Informationen zunehmend allein aus dem Fernsehen bezogen und immer weniger rationalen Argumenten zugänglich waren, sondern auf Symbole und Emotionen reagierten. Es war auch einfacher, Personen zu Wahlkampfspenden zu bewegen, wenn Politik als eine einfache Wahl zwischen Gut und Böse dargestellt wurde.
Gingrich war von 1995 bis 1999 Sprecher des Repräsentantenhauses. Mit ihm wird die Republican Revolution assoziiert, die im Wahlkampf um den Kongress 1994 erstmals seit vier Jahrzehnten zu einer republikanischen Mehrheit führte. 1995 wählte ihn das Magazin Time zur „Person des Jahres“. Er spielte anschließend eine führende Rolle in der gescheiterten Amtsenthebung von Präsident Bill Clinton wegen der Lewinsky-Affäre, musste sich jedoch zu gleicher Zeit selbst wegen einer eigenen außerehelichen Affäre aus der Politik zurückziehen.

#### Lobbyismus
Seit 1999 arbeitet Gingrich als Politikberater und TV-Kommentator und erhielt von der US-amerikanischen Hypothekenbank Freddie Mac zwischen 1,6 und 1,8 Millionen Dollar für „strategische Beratung“. Nach Einschätzung des New York Times-Kolumnisten Timothy Egan bestand diese in politischer Einflussnahme auf den Reglementierungsprozess im Sinne von Freddie Mac.
Seine Tochter Kathy Gingrich Lubbers war die Präsidentin von Gingrich Communications, einer PR-Agentur mit zuletzt 15 Mitarbeitern, die 2011 vor dem Beginn von Gingrichs Präsidentschaftskampagne geschlossen wurde. Vor dem Beginn seiner Kampagne war Gingrich nach Recherche des Senders CNN für und in rund 25 Positionen und Unternehmen tätig. Er selbst bzw. Familienmitglieder gründeten mehrere Unternehmen und Institutionen, die im Umfeld des politischen Meinungsbildungsprozesses in Washington aktiv waren bzw. sind. Hierbei kam es zu teilweise erheblichen Zahlungen von gemeinnützigen an gewinnorientierte Einrichtungen, die diesem Umfeld entsprangen. Beispielsweise zahlte die gemeinnützige Organisation Renewing American Leadership der „Gingrich Communications“ im Verlauf von zwei Jahren rund 200.000 US-Dollar. Die gleiche gemeinnützige Organisation überließ Gingrich die geldwerte Liste ihrer Spender zur kommerziellen Verwertung in seinen Unternehmen.

### Kandidatur 2012

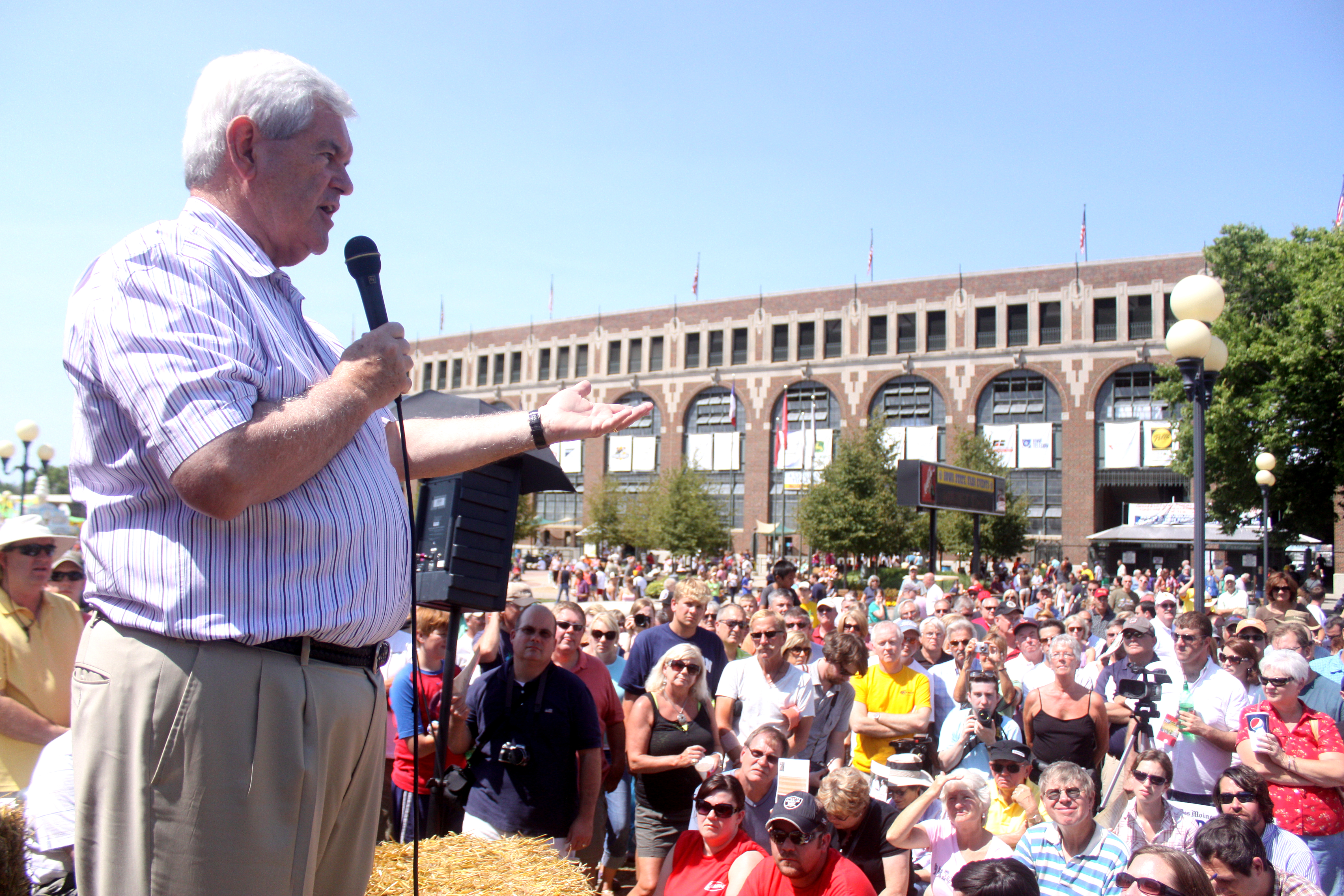
Gingrich bei einer Wahlkampfrede im August 2011

Seine Wahlkampfposition wurde Anfang Januar 2012 durch eine Fünf-Millionen-Dollar-Spende des Multimilliardärs Sheldon Adelson verbessert. Später spendeten Adelson und seine Ehefrau,  Miriam Adelson, weitere zehn Millionen Dollar an Gingrich. Auf die Frage, was sie sich als Gegenleistung erhofften, antwortete Adelson: „Nichts, ich will nur einen Mann unterstützen, der meine Vision von Amerika teilt.“ Gingrich wurden Chancen auf den Sieg im Rennen um die Kandidatur der Republikaner (Vorwahl) nachgesagt.
Nach einem deutlichen Sieg bei den republikanischen Vorwahlen in South Carolina am 21. Januar 2012 galt er als möglicher nächster Bewerber der Republikaner um die US-Präsidentschaft. Nachdem Gingrich bei den Vorwahlen in Florida am 31. Januar 2012 nur 31 % der Stimmen erhielt und sein Konkurrent Mitt Romney 46 %, galt dieser als Favorit.
Sebastian Fischer und Marc Pitzke schrieben auf Spiegel Online: „Der Verlierer verkennt die Signale: Trotz seiner deftigen Vorwahl-Niederlage in Florida will Newt Gingrich nicht aufgeben. […] Nach seinem 46-Prozent-Triumph […] ist Romney die Kandidatur wohl nicht mehr zu nehmen.“
Am 2. Mai 2012 gab Gingrich offiziell seine Kandidatur zur US-Präsidentschaftswahl auf und unterstützte ab diesem Zeitpunkt Mitt Romney. Er hatte in den Vorwahlen außer South Carolina nur seinen Heimatstaat Georgia gewonnen.

### US-Präsidentschaftswahlkampf 2016
Nachdem er während des US-Präsidentschaftswahlkampfes 2016 Donald Trump beraten hatte, schloss er sich dessen Kampagne an und sprach auch auf dessen Veranstaltungen. Gingrich forderte die Republikaner auf, sich Trump anzuschließen und war einer der engsten Kandidaten als dessen Running Mate.
Im Oktober 2016 interviewte Megyn Kelly Newt Gingrich in der Show The Kelly File bezüglich der unanständigen Kommentare, die Trump 2005 über Frauen gemacht hatte und die 2016 veröffentlicht wurden. Gingrich warf ihr daraufhin Sexfaszination vor.
Nach dem Wahlsieg Donald Trumps im November 2016 regte Gingrich an, ein Komitee für unamerikanische Umtriebe wieder einzuführen.

### Privates
Gingrich ist das dritte Mal verheiratet. Von Jackie Battley ließ er sich nach fünfzehnjähriger Ehe 1977 scheiden. Der Scheidung waren bereits mehrere außereheliche Affären vorausgegangen. In der Öffentlichkeit wurde sein Privatleben insbesondere ein Thema, als 1992 sein demokratischer Gegner Tony Center einen Werbespot schaltete, der die Behauptung enthielt, Gingrich habe „seiner Frau am Tag nach ihrer Krebsoperation Scheidungspapiere zukommen lassen“. Die Behauptung war in dieser Form nicht korrekt. Freunde Gingrichs gaben später an, er habe Details der Scheidung mit seiner damals getrennt lebenden Ehefrau im Krankenhaus besprochen, wo sich diese von einem Uteruskarzinom erholte. 1981 heiratete er Marianne Ginther, von der er sich 1999 scheiden ließ. Er hatte damals eine Affäre mit Callista Bisek, einer 33-jährigen Mitarbeiterin im US-Kongress, welche er im darauffolgenden Jahr heiratete. Aus seiner Ehe mit Battley hat er zwei verheiratete Töchter, Kathy und Jackie.

### Rom
Im Jahr 2017 hat Donald Trump Callista Gingrich zur Botschafterin der USA beim Heiligen Stuhl ernannt. Newt Gingrich nahm an der Vereidigung seiner Frau im Weißen Haus teil und folgte ihr dann nach Rom. McKay Coppins schrieb in der Zeitschrift The Atlantic, Newt Gingrich sei der ,Schattenbotschafter' (shadow ambassador) und Callista werde insgesamt eher als das zeremonielle Gesicht der Botschaft betrachtet (is generally viewed as the ceremonial face of the embassy). Callista Gingrich hatte die Funktion der Botschafterin bis 2021 inne. Mit der Wahl Joe Bidens zum neuen US-Präsidenten wurde sie abgelöst, und das Ehepaar kehrte in die USA zurück.

## Werke (Auszug)

### Sachbücher
- The Government’s Role in Solving Societal Problems. Associated Faculty Press, Incorporated, 1982, ISBN 0-86733-026-0.
- Window of Opportunity. Tom Doherty Associates, 1985, ISBN 0-312-93923-X.
- Contract with America. (Mitherausgeber), Times Books, 1994, ISBN 0-8129-2586-6.
- Restoring the Dream. Times Books, 1995, ISBN 0-8129-2666-8.
- Quotations from Speaker Newt. Workman Publishing Company, 1995, ISBN 0-7611-0092-X.
- To Renew America. Farrar Straus & Giroux, 1996, ISBN 0-06-109539-7.
- Lessons Learned the Hard Way. HarperCollins Publishers, 1998, ISBN 0-06-019106-6.
- Presidential Determination Regarding Certification of the Thirty-Two Major Illicit Narcotics Producing and Transit Countries. DIANE Publishing Company, 1999, ISBN 0-7881-3186-9.
- Saving Lives and Saving Money. Alexis de Tocqueville Institution, 2003, ISBN 0-9705485-4-0.
- Winning the Future. Regnery Publishing, 2005, ISBN 0-89526-042-5.
- Rediscovering God in America: Reflections on the Role of Faith in Our Nation’s History and Future. Integrity Publishers, 2006, ISBN 1-59145-482-4.
- A Contract with the Earth. Johns Hopkins Press, 2007, ISBN 978-0-8018-8780-2.
- Real Change: From the World that Fails to the World that Works. Regnery Publishing, 2008, ISBN 978-1-59698-053-2.

### Belletristik
Gingrich veröffentlichte als Co-Autor zusammen mit William R. Forstchen und Albert S. Hanser mehrere Science-Fiction-Romane. Sie erzählen historische Ereignisse mit spekulativem neuem Ausgang (Alternativweltgeschichte):
- 1945. Baen Books, August 1995, ISBN 978-0-671-87739-2.

#### Amerikanischer Bürgerkrieg
- Gettysburg: A Novel of the Civil War. Thomas Dunne Books, 2003, ISBN 978-0-312-30935-0.
- Grant Comes East. Thomas Dunne Books, 2004, ISBN 0-312-30937-6.
- Never Call Retreat: Lee and Grant: The Final Victory. Thomas Dunne Books, 2005, ISBN 0-312-34298-5.

#### Zweiter Weltkrieg im Pazifik
- Pearl Harbor: A Novel of December 8th. Thomas Dunne Books, 2007, ISBN 0-312-36350-8.
- Days of Infamy. Thomas Dunne Books, 2008, ISBN 978-0-312-36351-2.

#### Amerikanischer Unabhängigkeitskrieg
- To Try Men’s Souls: A Novel of George Washington and the Fight for American Freedom. Griffin, 2009, ISBN 978-0-312-59106-9.
- Valley Forge: George Washington and the Crucible of Victory. Macmillan US, 2010, ISBN 978-0-312-59107-6.